# Gus Gerard
Daniel James "Gus" Gerard (nacido el 25 de julio de 1953 en Uniontown, Pennsylvania) es un exjugador de baloncesto estadounidense que disputó dos temporadas en la ABA y cinco más en la NBA. Con 2,03 metros de estatura, jugaba en la posición de alero.

## Trayectoria deportiva

### Universidad
Jugó durante dos temporadas en los Cavaliers de la Universidad de Virginia, en las que promedió 17,9 puntos y 9,3 rebotes por partido. En su última temporada fue incluido en el mejor quinteto de la Atlantic Coast Conference, tras promediar 20,8 puntos por partido.

#### Estadísticas
| Temporada | Equipo             | Conf. | Partidos | MIN  | TC  | TCA  | %TC  | 3P | 3PA | %3P | TL  | TLA | %TL  | REB  | PTS  |
| 1972-73   | Virginia Cavaliers | ACC   | 25       | 28.6 | 6.4 | 12.6 | .509 |    |     |     | 1.9 | 3.1 | .603 | 8.2  | 14.8 |
| 1973-74   | Virginia Cavaliers | ACC   | 27       | 31.2 | 8.4 | 18.6 | .451 |    |     |     | 4.0 | 5.2 | .766 | 10.2 | 20.8 |
| Total     | Virginia Cavaliers |       | 52       | 29.9 | 7.5 | 15.8 | .474 |    |     |     | 3.0 | 4.2 | .708 | 9.3  | 17.9 |

### Selección nacional
En 1974 fue convocado por la selección de Estados Unidos para disputar el Campeonato del Mundo que se celebró en Puerto Rico, donde consiguieron la medalla de bronce. Gerard promedió 12,7 puntos por partido.

### Profesional
Fue elegido en el puesto 19 de la segunda ronda del Draft de la ABA por los Carolina Cougars, que esa temporada se convirtieron en los Spirits of St. Louis. Su primera temporada como profesional no pudo ser mejor, actuando como titular desde el primer momento, y acabando como el tercer mejor anotador del equipo tras Marvin Barnes y Freddie Lewis, promediando 15,7 puntos por partido, a los que añadió 7,8 rebotes. Estas cifras le valieron para ser incluido en el Mejor quinteto de rookies de la ABA.
Al año siguiente fue elegido en la quincuagésima posición del Draft de la NBA de 1975 por Portland Trail Blazers, pero prefirió seguir jugando en la ABA, siendo traspasado esa temporada a los Denver Nuggets. En su nuevo equipo tuvo que conformarse con ser suplente de Bobby Jones, promediando 9,9 puntos y 5,0 rebotes por partido, pero a pesar de ello esa temporada disputó el All-Star Game, ya que ese año se decidió que se enfrentara el vigente campeón, los Nuggets, contra un equipo del resto de la liga. Gererd consiguió 12 puntos y 9 rebotes.
Al año siguiente la ABA se fusionó con la NBA, y los Nuggets comenzaron su andadura en la nueva liga, pero poco después de comenzada la temporada, Gerard fue traspasado a Buffalo Braves junto con Chuck Williams a cambio de Jim Price. en los Braves asumió el papel de suplente del novato Adrian Dantley, promediando esa temporada 5,9 puntos y 2,9 rebotes por partido. Con la temporada 1977-78 ya comenzada, fue traspasado junto con John Shumate y una futura primera ronda del draft a los Detroit Pistons, a cambio de Marvin Barnes y dos rondas menores.
Pero poco después de comenzada la siguiente temporada fue despedido. A los pocos días fichó como agente libre por los Kansas City Kings, pero continuó ocupando puestos del banquillo, promediando ese año 3,8 puntos y 1,7 rebotes por partido. Jugó una temporada más en los Kings, y tras ser despedido, firmó un contrato por diez días con los San Antonio Spurs, donde jugaría sus últimos partidos como profesional.

## Estadísticas de su carrera en la NBA

### Temporada regular
| Temporada | Edad | Equipo               | Liga  | P   | TIT | MIN  | TC  | TCA  | %TC  | 3P  | 3PA | %3P  | TL  | TLA | %TL  | R.OF. | R.DEF. | REB | ASIS | ROB | TAP | PER | FP  | PTS  |
| 1974-75   | 21   | Spirits of St. Louis | ABA   | 84  |     | 32.2 | 6.6 | 14.5 | .454 | 0.0 | 0.1 | .167 | 2.5 | 3.3 | .738 | 3.4   | 4.4    | 7.8 | 2.3  | 0.8 | 1.3 | 2.5 | 3.3 | 15.7 |
| 1975-76   | 22   | TOTAL                | ABA   | 82  |     | 21.1 | 4.0 | 9.7  | .418 | 0.0 | 0.1 | .444 | 2.1 | 2.9 | .735 | 1.7   | 3.6    | 5.3 | 1.8  | 0.8 | 0.9 | 2.3 | 2.9 | 10.3 |
| 1975-76   | 22   | Spirits of St. Louis | ABA   | 22  |     | 24.6 | 4.2 | 11.0 | .380 | 0.0 | 0.1 | .500 | 2.9 | 3.6 | .800 | 2.1   | 4.0    | 6.2 | 1.1  | 0.8 | 0.8 | 2.0 | 3.1 | 11.3 |
| 1975-76   | 22   | Denver Nuggets       | ABA   | 60  |     | 19.8 | 4.0 | 9.2  | .434 | 0.1 | 0.1 | .429 | 1.9 | 2.6 | .703 | 1.6   | 3.5    | 5.0 | 2.0  | 0.9 | 0.9 | 2.4 | 2.8 | 9.9  |
| 1976-77   | 23   | TOTAL                | NBA   | 65  |     | 16.1 | 3.1 | 7.0  | .443 |     |     |      | 1.2 | 1.8 | .667 | 1.4   | 2.0    | 3.3 | 1.4  | 0.7 | 1.0 |     | 2.5 | 7.4  |
| 1976-77   | 23   | Denver Nuggets       | NBA   | 24  |     | 19.0 | 4.2 | 8.8  | .481 |     |     |      | 1.6 | 2.3 | .679 | 1.6   | 2.6    | 4.2 | 2.0  | 0.9 | 1.3 |     | 3.0 | 10.0 |
| 1976-77   | 23   | Buffalo Braves       | NBA   | 41  |     | 14.4 | 2.4 | 6.0  | .410 |     |     |      | 1.0 | 1.5 | .656 | 1.2   | 1.6    | 2.9 | 1.0  | 0.6 | 0.8 |     | 2.2 | 5.9  |
| 1977-78   | 24   | TOTAL                | NBA   | 57  |     | 15.6 | 3.0 | 6.9  | .430 |     |     |      | 1.3 | 1.9 | .694 | 1.0   | 1.8    | 2.8 | 0.9  | 0.6 | 0.4 | 1.1 | 1.9 | 7.3  |
| 1977-78   | 24   | Buffalo Braves       | NBA   | 10  |     | 8.5  | 1.6 | 4.0  | .400 |     |     |      | 1.1 | 1.5 | .733 | 0.6   | 0.8    | 1.4 | 0.9  | 0.2 | 0.3 | 0.7 | 1.3 | 4.3  |
| 1977-78   | 24   | Detroit Pistons      | NBA   | 47  |     | 17.1 | 3.3 | 7.6  | .434 |     |     |      | 1.4 | 2.0 | .688 | 1.0   | 2.1    | 3.1 | 0.9  | 0.7 | 0.5 | 1.1 | 2.0 | 7.9  |
| 1978-79   | 25   | TOTAL                | NBA   | 58  |     | 8.0  | 1.4 | 3.3  | .433 |     |     |      | 0.9 | 1.6 | .549 | 0.7   | 1.0    | 1.7 | 0.4  | 0.3 | 0.2 | 0.6 | 1.3 | 3.8  |
| 1978-79   | 25   | Detroit Pistons      | NBA   | 2   |     | 3.0  | 0.5 | 1.5  | .333 |     |     |      | 0.5 | 1.0 | .500 | 0.5   | 0.0    | 0.5 | 0.0  | 1.0 | 0.0 | 0.0 | 0.0 | 1.5  |
| 1978-79   | 25   | Kansas City Kings    | NBA   | 56  |     | 8.2  | 1.5 | 3.4  | .435 |     |     |      | 0.9 | 1.6 | .551 | 0.7   | 1.0    | 1.7 | 0.4  | 0.3 | 0.2 | 0.6 | 1.3 | 3.8  |
| 1979-80   | 26   | Kansas City Kings    | NBA   | 73  |     | 11.9 | 2.2 | 4.8  | .457 | 0.0 | 0.0 | .333 | 0.9 | 1.4 | .660 | 1.1   | 1.4    | 2.4 | 0.6  | 0.6 | 0.4 | 0.7 | 1.3 | 5.3  |
| 1980-81   | 27   | TOTAL                | NBA   | 27  |     | 9.3  | 1.5 | 4.1  | .369 | 0.0 | 0.1 | .000 | 1.0 | 1.5 | .675 | 1.1   | 1.4    | 2.5 | 0.6  | 0.4 | 0.3 | 0.6 | 1.5 | 4.0  |
| 1980-81   | 27   | Kansas City Kings    | NBA   | 16  |     | 7.7  | 1.2 | 3.2  | .373 | 0.0 | 0.2 | .000 | 1.2 | 1.8 | .655 | 0.8   | 1.0    | 1.8 | 0.4  | 0.2 | 0.4 | 0.4 | 1.5 | 3.6  |
| 1980-81   | 27   | San Antonio Spurs    | NBA   | 11  |     | 11.7 | 2.0 | 5.5  | .367 | 0.0 | 0.1 | .000 | 0.7 | 1.0 | .727 | 1.5   | 1.9    | 3.5 | 0.8  | 0.6 | 0.3 | 0.7 | 1.5 | 4.7  |
| Total     |      |                      | TOTAL | 446 |     | 17.8 | 3.5 | 7.9  | .438 | 0.0 | 0.1 | .273 | 1.5 | 2.2 | .696 | 1.6   | 2.5    | 4.1 | 1.3  | 0.6 | 0.7 | 1.5 | 2.2 | 8.4  |
|           |      |                      | NBA   | 280 |     | 12.6 | 2.3 | 5.4  | .436 | 0.0 | 0.1 | .143 | 1.1 | 1.6 | .649 | 1.0   | 1.5    | 2.6 | 0.8  | 0.5 | 0.5 | 0.7 | 1.7 | 5.7  |
|           |      |                      | ABA   | 166 |     | 26.7 | 5.3 | 12.1 | .440 | 0.0 | 0.1 | .333 | 2.3 | 3.1 | .737 | 2.5   | 4.0    | 6.6 | 2.0  | 0.8 | 1.1 | 2.4 | 3.1 | 13.0 |

### Playoffs
| Temporada | Edad | Equipo               | Liga  | P  | MIN | TCA | TC  | 3PA | 3P | TLA | TL | R.OF. | REB | ASIS | ROB | TAP | PER | FP | PTS | %TC  | %3P  | %FT  | MIN  | PTS | REB | AST |
| 1974-75   | 21   | Spirits of St. Louis | ABA   | 10 | 268 | 37  | 87  | 0   | 0  | 9   | 14 | 17    | 50  | 16   | 6   | 7   | 28  | 32 | 83  | .425 |      | .643 | 26.8 | 8.3 | 5.0 | 1.6 |
| 1975-76   | 22   | Denver Nuggets       | ABA   | 13 | 142 | 22  | 63  | 0   | 1  | 16  | 24 | 13    | 33  | 12   | 8   | 7   | 19  | 26 | 60  | .349 | .000 | .667 | 10.9 | 4.6 | 2.5 | 0.9 |
| 1978-79   | 25   | Kansas City Kings    | NBA   | 5  | 24  | 4   | 9   |     |    | 2   | 4  | 2     | 8   | 0    | 1   | 1   | 1   | 6  | 10  | .444 |      | .500 | 4.8  | 2.0 | 1.6 | 0.0 |
| 1979-80   | 26   | Kansas City Kings    | NBA   | 3  | 26  | 4   | 10  | 0   | 0  | 2   | 4  | 4     | 8   | 2    | 0   | 0   | 4   | 2  | 10  | .400 |      | .500 | 8.7  | 3.3 | 2.7 | 0.7 |
| Total     |      |                      | TOTAL | 31 | 460 | 67  | 169 | 0   | 1  | 29  | 46 | 36    | 99  | 30   | 15  | 15  | 52  | 66 | 163 | .396 | .000 | .630 | 14.8 | 5.3 | 3.2 | 1.0 |
|           |      |                      | ABA   | 23 | 410 | 59  | 150 | 0   | 1  | 25  | 38 | 30    | 83  | 28   | 14  | 14  | 47  | 58 | 143 | .393 | .000 | .658 | 17.8 | 6.2 | 3.6 | 1.2 |
|           |      |                      | NBA   | 8  | 50  | 8   | 19  | 0   | 0  | 4   | 8  | 6     | 16  | 2    | 1   | 1   | 5   | 8  | 20  | .421 |      | .500 | 6.3  | 2.5 | 2.0 | 0.3 |